# Martin Bridson

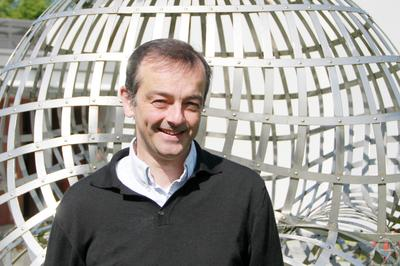
Martin Bridson (2013)

Martin Robert Bridson (* 22. Oktober 1964) ist ein britischer Mathematiker, der sich mit geometrischer Gruppentheorie beschäftigt. Er ist Whitehead Professor für Reine Mathematik an der Universität Oxford und Fellow des Magdalen College. Spezialisiert in Geometrie, Topologie und Gruppentheorie ist Martin Bridson am besten für seine Beiträge zur Geometrischen Gruppentheorie bekannt. Er war Eingeladener Sprecher des  Internationalen Kongress der Mathematiker (ICM) 2006 in Madrid und wurde mit dem Whitehead-Preis ausgezeichnet.
Bridson besuchte das Hertford College, Oxford, und die Cornell University. Er erhielt den Grad MA der Universität Oxford (1986), und die Grade MS (1988) und PhD (1991) von der Cornell University. Seine Doktorarbeit wurde von Karen Vogtmann betreut. Zu seinen Doktoranden gehört Daniel Wise. Vor Oxford war er an der Princeton University, der Universität Genf und am Imperial College London beschäftigt. 2016 wurde er zum Mitglied der Royal Society gewählt, 2020 zum Mitglied der Academia Europaea. Für 2020 wurde ihm der Leroy P. Steele Prize für Mathematical Exposition der AMS zuerkannt.
Bridson ist auf der Isle of Man geboren und aufgewachsen.

## Schriften (Auswahl)
- mit André Haefliger: Metric spaces of non-positive curvature. Grundlehren der Mathematischen Wissenschaften, 319. Springer-Verlag, Berlin, 1999. ISBN 3-540-64324-9
- Geodesics and curvature in metric simplicial complexes. Group theory from a geometrical viewpoint (Trieste, 1990), 373–463, World Sci. Publ., River Edge, NJ, 1991. pdf
- mit Alonso: Semihyperbolic groups. Proc. London Math. Soc. (3) 70 (1995), no. 1, 56–114.
- mit Gersten: The optimal isoperimetric inequality for torus bundles over the circle. Quart. J. Math. Oxford Ser. (2) 47 (1996), no. 185, 1–23.
- mit Brady: There is only one gap in the isoperimetric spectrum. Geom. Funct. Anal. 10 (2000), no. 5, 1053–1070.
- mit Fritz Grunewald: Grothendieck's problems concerning profinite completions and representations of groups. Ann. of Math. (2) 160 (2004), no. 1, 359–373.
- Non-positive curvature and complexity for finitely presented groups. International Congress of Mathematicians. Vol. II, 961–987, Eur. Math. Soc., Zürich, 2006. pdf
- mit Howie, Miller, Short: Subgroups of direct products of limit groups. Ann. of Math. (2) 170 (2009), no. 3, 1447–1467.